# Кольчин (Мазовецьке воєводство)
Кольчин (пол. Kolczyn) — село в Польщі, у гміні Ґоздово Серпецького повіту Мазовецького воєводства.
Населення — 170 осіб (2011).
У 1975—1998 роках село належало до Плоцького воєводства.

## Демографія
Демографічна структура станом на 31 березня 2011 року:
|          | Загалом | Допрацездатний вік | Працездатний вік | Постпрацездатний вік |
| -------- | ------- | ------------------ | ---------------- | -------------------- |
| Чоловіки | 88      | 20                 | 57               | 11                   |
| Жінки    | 82      | 14                 | 48               | 20                   |
| Разом    | 170     | 34                 | 105              | 31                   |